# Pseudomicrocara costellifera
Pseudomicrocara costellifera es una especie de coleóptero de la familia Scirtidae.

## Distribución geográfica
Habita en Australia.